# 優木かな
優木 かな（ゆうき かな、3月10日 - ）は、日本の女性声優、歌手。ヴィムス所属。神奈川県出身。

## 経歴
小学校の頃より、卒業文集に「声優になりたい」と書くほど声優に憧れていた。「高校を卒業したら声優になりたい」と声優を目指すようになり歌手・声優オーディションを受けるも、「声優は無理」と言われボイストレーニングを続けた。
声優の道を諦め社会人になったものの、声優になる努力をしていないと気づき、日本ナレーション演技研究所（日ナレ）に本科生から入所し、2014年度までの4年間通っていた。
2018年6月27日、フロンティアワークス/コネクトハーツからアーティストデビュー。同年、『はるかなレシーブ』の大空遥役で初主演。

## 人物
- 「優木かな」の「優木」は、テレビアニメ『無限のリヴァイアス』のキャラクターであり、本人にとっても「二次元での初恋の人」である「相葉祐希」から[5]、「かな」は自身の出身地「神奈川県」から取っている。
- 堀江由衣を尊敬しており、日ナレからの所属を決める際も堀江由衣の所属しているヴィムス（VIMS）を希望し、VIMS所属となる[4]。
- 日ナレの講師である沢木郁也には特に感謝しており、「沢木さんがいらっしゃらなかったら、今の私はいません」とインタビューで語っている[3]。
- 趣味は「麻雀」「人狼ゲーム」、特技は「音ゲー」[2] 「銀歯」で、高校の頃、地元のゲームセンターに500日連続で通っていた[3]。
- 埼玉西武ライオンズの大ファンである[8][9]。
- ミックスで麦わら柄の牝猫「むぎ」[10]、ラグドールの牡猫「とろ」[11]、ミックスの牡猫「めっし」[12] の3匹を飼っており、溺愛している。

## 出演
太字はメインキャラクター。

### テレビアニメ
2013年
- カーニヴァル（八莉の母）
- げんしけん 二代目（沢渡）
- 蒼き鋼のアルペジオ -アルス・ノヴァ-（生徒D）

2014年
- 極黒のブリュンヒルデ（柏木リサ）
- ご注文はうさぎですか?（女の子B）
- 精霊使いの剣舞（リンスレット・ローレンフロスト）
- オオカミ少女と黒王子（女生徒、女子大生、女子生徒、つぼみの母）
- 愛・天地無用!（ハチ子、イヌカイ）

2015年
- 四月は君の嘘（女子生徒）

2016年
- アイカツスターズ!（2016年 - 2018年、桂ミキ） - 2シリーズ
- 少年メイド（佐倉リカ）
- ガーリッシュナンバー（女性声優A、女性、カップル女）
- 競女!!!!!!!!（糸枝舞）

2017年
- つぐもも（村月さくみ）
- 王様ゲーム The Animation（南理奈）
- ブラッククローバー（2017年 - 2021年、ノエル・シルヴァ、アシエ・シルヴァ）
- ネト充のススメ（奈緒）

2018年
- ウマ娘 プリティーダービー（スーパークリーク）
- はるかなレシーブ（大空遥）

2019年
- 八月のシンデレラナイン（月島結衣）
- ばなにゃ ふしぎななかまたち（ナレーション）
- アズールレーン（2019年 - 2020年、ヨークタウン、雪風）

2020年
- うまよん（スーパークリーク）
- シャドウバース（2020年 - 2021年、アリサ）

2021年
- オルタンシア・サーガ（バルデブロン〈幼少期〉）
- アズールレーン びそくぜんしんっ!（雪風）
- SCARLET NEXUS（信者）
- 先輩がうざい後輩の話（母親）

2022年
- Extreme Hearts（前原純華）
- ピーター・グリルと賢者の時間 Super Extra（フルタリア・エルドリエル）

2023年
- お兄ちゃんはおしまい!（桜花あさひ）

2024年
- 最強タンクの迷宮攻略〜体力9999のレアスキル持ちタンク、勇者パーティーを追放される〜（リリィ）

2025年
- ハニーレモンソーダ（美穂）
- ウマ娘 シンデレラグレイ（スーパークリーク、記者）
- 異世界マンチキン -HP1のままで最強最速ダンジョン攻略-（シャルロッテ・R・ブラウニア）

### 劇場アニメ
- ブラッククローバー 魔法帝の剣（2023年、ノエル[28]）

### OVA
- 東京喰種トーキョーグール【PINTO】（2015年、店員）
- ブラッククローバー オール魔法騎士感謝祭（2018年、ノエル・シルヴァ） - ジャンプスペシャルアニメフェスタ2018上映作品
- ウマ娘 プリティーダービー BNWの誓い（2018年、スーパークリーク）
- うまよん（2021年、スーパークリーク） - Blu-ray BOX新作ショートアニメ

### Webアニメ
- むぎゅっと！ブラッククローバー（2019年、ノエル、国民、客、女性、見物客）
- ガンダムブレイカー バトローグ（2021年、クズノハ・リンドウ）
- 賭ケグルイ双（2022年、司会者〈MC〉）

### ゲーム
2012年
- 恋戦!!童話プリンセス（マッチ売り）
- 恋戦!!時空戦姫（ウルズ）
- 征戦!エクスカリバー（聖皇女レオナ）
- こえぷら（五十嵐響香）

2014年
- アイドリズム（神楽柚希）
- 新星のグランドユニオン（薬学士プローモ）
- 精霊使いの剣舞 DayDreamDuel（リンスレット・ローレンフロスト）
- 神次次元ゲイム ネプテューヌ Re;Birth3 V CENTURY（リグー）
- 天空のクラフトフリート（システン、レッカ、パルム、ジフィラ、ミーリャ、ビアンカ、モニカ）
- Tokyo 7th シスターズ（浅見ミワコ）
- 刻のイシュタリア（アスモデウス、マモン、ガープ、ルチア、ルプレヒト、アスラ、イェル、テンポウゲンスイ、イースターバニー、リリス、エウリュディケ、カゲワニ、ミナ、スズヒコヒメ、ネオリス、アブラメリン、イド）
- ウチの姫さまがいちばんカワイイ（ファイト・チアーズ）

2015年
- 音速少女隊 -Photon Angels-（フラーニャ、ジェン）
- ぎゃる☆がん だぶるぴーす（牛頭百合菜）
- クルセイダークエスト（ヘラード）
- 幻獣契約クリプトラクト（ペトラルカ、アリス、クイーンオブハート、ハンプティ、レオノール）
- サウザンドメモリーズ（天翔の戦乙女マルチェラ、白樹の守護射手マイカ）
- 星界神話 -ASTRAL TALE-（アイナ、エレン）
- 征戦!エクスカリバー（霊獣聖皇女レオナ）
- Diss World（ドリアード）
- 姫王と最後の騎士団（姫王アントワーヌ）
- ファントム オブ キル（ヤグルシ、ヘレナ、ユリ）
- 嫁コレ（リンスレット・ローレンフロスト）
- リベリオンブレイド（シュネア）

2016年
- 限界凸旗 セブンパイレーツ（リヴィエラ）
- シノビナイトメア（ユリ）
- Shadowverse（アリサ）
- 神撃のバハムート（アリサ）
- 政剣マニフェスティア（カーラ・イノウエ、ツグミ・サイゴウ）
- 潜空のレコンキスタ（アウル、パイモン）
- ソードアート・オンライン コード・レジスタ（アンジェラ）
- バレットガールズ2（近衛霧乃）
- 編隊少女 -フォーメーションガールズ-（ロドルフィン・グリュヌ、ヴェアベルガー・シュトライブ）
- 桃色大戦ぱいろん・生（参ノ宮漣、山切詩弦）

2017年
- オルタンシア・サーガ -蒼の騎士団-（アリーナ）
- Q&Qアンサーズ（魏志倭人伝）
- クイズRPG 魔法使いと黒猫のウィズ（ミライ・カエラム）
- グランブルーファンタジー（2017年 - 2023年、アリサ、アルスピラ）
- 白猫プロジェクト（ジュディ）
- 神式一閃 カムライトライブ（イナリ）
- 戦艦少女R（アーガス、愛宕）
- 天華百剣 -斬-（水神切兼光）
- 八月のシンデレラナイン（月島結衣）
- ファイアーエムブレム ヒーローズ（2017年 - 2025年、カタリナ、ニノ）
- モン娘☆は〜れむ（フィーザ）
- アズールレーン（2017年 - 2022年、ヨークタウン / ヨークタウンII、雪風） - 2作品

2018年
- オルタナティブガールズ（ガデナ）
- ブレイブソード×ブレイズソウル（クルタナ、アシュリー）
- プリンセスコネクト！Re:Dive（2018年 - 2024年、アリサ）
- 暁のエピカ -Union Brave-（リタにゃん）
- きららファンタジア（大空遥）
- ブラッククローバー カルテットナイツ（ノエル・シルヴァ）
- ブラウンダスト（バートリー）

2019年
- Epic Seven-エピックセブン-（セリラ）
- ガンダムブレイカーモバイル（クズノハ・リンドウ）
- けものフレンズ3（ホルスタイン）
- デスティニーチャイルド（女主人公）
- 神装の戦乙女（ヴィーヤタン、マーレー、アハサダ）
- SEVEN's CODE（ヘッダ）
- 戦国大河（綾、立花誾千代）
- ワールドフリッパー（アリサ）

2020年
- アークナイツ（ギターノ、ミルラ）
- キングダムオブヒーロー（リリス）
- eBASEBALLパワフルプロ野球2020（ラミィ）
- メガミヒストリア（キューピッド、パンドラ）
- グリザイア クロノスリベリオン（百合園霞）

2021年
- ブルーアーカイブ -Blue Archive-（2021年 - 2023年、朝顔ハナエ）
- ウマ娘 プリティーダービー（2021年 - 2023年、スーパークリーク）
- DCスーパーヒーローガールズ ティーンパワー（ポイズン・アイビー / パメラ・アイズリー）
- 崩壊学園（蓬莱寺九霄〈二代目〉）
- うたわれるもの ロストフラグ（マグネシグネ）

2022年
- ユグドラ・レゾナンス（シルビア）
- ガーディアンテイルズ（呪われたカマエル)

2023年
- ブラッククローバーモバイル（ノエル・シルヴァ）
- 六本木サディスティックナイト（山里キリカ）
- スノウブレイク：禁域降臨（マリアン・アンドレオッチ）

2024年
- ファントム オブ キル -オルタナティブ・イミテーション-（ヘレナ）
- キュービックスターズ（バラチアル）
- グランブルーファンタジー ヴァーサス -ライジング-（アリサ） - DLC追加キャラクター
- カルドアンシェル（牛頭百合菜）

### ドラマCD
2014年
- ツブ★ドルドラマCD 〜紹介します?舞台裏!〜（田名みずき）
- 勇者になるのも楽ぢゃない!? 3話（ルシア・ラ・コンティ）

2015年
- 金の彼女 銀の彼女（芹沢）
- ツブ★ドルドラマCD 〜紹介します?舞台裏!〜主題歌もできたし全国デビューしちゃうよ盤（田名みずき）

2017年
- 今日から俺はロリのヒモ!（二条藤花）

2018年
- ウマ娘 プリティーダービー STARTING GATE 07（スーパークリーク）
- 精霊使いの剣舞ドラマCD『エレメンタル・ドリーマー』（リンスレット・ローレンフロスト）

2019年
- ドラマCD アズールレーン【ユニオン編 II】（ヨークタウン）

2022年
- ブルーアーカイブ ドラマCD「舞台袖のかくしごと 〜キヴォトス晄輪大祭〜」（朝顔ハナエ）

### ASMR
- とろけるカノジョ〜堀北ユイ〜（2022年、堀北ユイ）[71]
- あまあまねいろ〜献身的な先輩に身も心もとろっとろに癒される甘々ライフ〜（2023年、甘音みつか）
- 【LAST ORIGIN】 ASMRボイスドラマ 「生命のセレスティア -甘やかすだけじゃないエルフさん、甘やかさないとは言っていない-」（2023年、生命のセレスティア）
- ママといっしょにおねんねしましょ 〜妖艶ママ編〜（2024年、松本亜紗華）

### 吹き替え
- もしもネズミにクッキーをあげると シーズン101（2018年、ブタちゃん）
- 初恋は初めてなので（2019年、ハン・ソンイ〈チェヨン〉）※Netflix版
- DCスーパーヒーロー・ガールズ（ポイズン・アイビー / パム）

### デジタルコミック
- VOMIC 暗殺教室（速水凛香）

### ラジオ
※はインターネット配信。
- かな坊・べあ〜のどんとこいラジオ♪（2013年 - 2015年、HOBiRECORDS※）[72]
- ツブ★ドル ユメカナラジオ!（2014年 - 2015年、超!A&G+※）[73]
- 24時半ラジオ!愛は天地を救う!?（2014年 - 2015年、超A&G+※）[74]
- のぞみとかなの××しようよ（2015年 - 2017年、HOBiRECORDS※）[75]
- FgG presents 小松未可子と優木かなの★★★★★★[注 1]（2015年 - 2017年、文化放送・超A&G+※）[78]
- 文化放送ホームランラジオ!パっとUP（2015年 - 2016年、超A&G+※・ニコニコ生放送※）[79]
- かな&あいりの文化放送ホームランラジオ! パっとUP（2016年 - 、ニコニコ生放送※）
- しゃどばすチャンネル（2016年 - 2024年、YouTube、ニコニコ動画※）
- 優木かな KANANOTE on the radio（2017年 -、ニコニコ動画※）[80]
- ライオンズナイター Lプロ!（2018年 -、文化放送）※試合中継休止日放送。佳村はるかとのローテーション。
- のぞみとかなとめえむの××しようよ おかわり！（2018年）[81]
- はるかなレシーブ わたしたちは、スタジオの中でペアになった――（2018年、音泉※）[82]
- ぺけらじ（2019年 - 、コネクトハーツ公式YouTubeチャンネル※）
- ブラッククローバーモバイル ブラクロモラジオ団（2023年、超A&G+※）[83]

### ラジオCD
- 大地・みなみのカレーチャーハン スペシャルメニュー3皿目（2017年8月8日発売）ゲスト
- ＜音泉＞スペシャルCD2018夏（2018年8月10日発売）[84]

### テレビ番組
※はインターネット配信。
- 精霊使いの生剣舞<ナマダン>（2014年、ニコニコ生放送※）
- 喧嘩番長6 ニコ生！！夜露死苦！！！（2014年 - 2015年、ニコニコ生放送※）[85]
- ファンキル先生（2015年、YouTube※）
  - 二代目ファンキル先生（2015年 - 2017年 、YouTube※）
  - 熱血ファンキル塾（2017年、YouTube※）
- NGC『マジック・デュエルズ・オリジン』生放送（2015年、ニコニコ生放送※）
  - NGC『グランキングダム』生放送（2015年、ニコニコ生放送※）
  - NGC『マジック・デュエルズ：イニストラードを覆う影』（2016年、ニコニコ生放送※）
  - NGC『マジック・デュエルズ：カラデシュ』（2016年、ニコニコ生放送※）
- 『地球防衛軍5』公式生放送〜乙女たちよ、運命に抗え。〜（2017年 - 2018年、ニコニコ生放送※＆YouTubeLive※）
- プンジャミンの夜な夜な女子会（2017年、OPENREC.tv※）
- ブラッククローバーモバイル あきらめないのがオレのTV（2023年11月4日 - 、テレビ東京）[86]

### Webドラマ
- 柴犬だいふくのワン！サイド・ラブ（2018年、にぼし）※声の出演

### 舞台
- LIAR GAME murder mystery『爆発廃工場 〜犯人の挑戦状〜』『首切りホテル 〜最後の夜宴〜』（2024年6月11日、飛行船シアター）[87]

### その他コンテンツ
- 失敗禁止!彼女のヒミツはもらさない! アニメーションPV（2012年、ナレーション[88]）
- エンジェル・フェスタ!（2014年、鳴森アリス[89]）
- ショートアニメPV【白薔薇のフランケンシュタイン】（2020年、ヴァイスローゼ・フランケンシュタイン）
- 淫獄団地 PV（2021年、ワタナベ、イチノセ、ミズタニ、サナモリ、カンザキ）[90]
- 【百合体験】しまこい。〜 姉妹で恋するヒミツの時間 〜（2021年、るりこ）
- ボイスドラマ『Extreme Hearts S×S×S』（2022年、前原純華）
- 淫獄団地　母性たっぷりな人妻にめちゃめちゃ甘やかされて、ダメ人間にされちゃうASMR（2022年）[91]
- MetaMeバーチャルキャラクター（2025年、コラボウィズミー、黒麿まろん）[92]

## ディスコグラフィ

### シングル
|            | 発売日         | タイトル     | 規格品番 | 規格品番 | オリコン 最高位 |
| 初回限定盤 | 発売日         | タイトル     | 通常盤   |          | オリコン 最高位 |
| ---------- | -------------- | ------------ | -------- | -------- | --------------- |
| 1st        | 2018年6月27日  | Kana Note    | CHFW-001 | CHFW-002 | 107位           |
| 2nd        | 2018年11月28日 | Be yourself! | CHFW-005 | CHFW-006 | 105位           |

### ミニアルバム
|            | 発売日        | タイトル               | 規格品番 | 規格品番 | オリコン 最高位 |
| 初回限定盤 | 発売日        | タイトル               | 通常盤   |          | オリコン 最高位 |
| ---------- | ------------- | ---------------------- | -------- | -------- | --------------- |
| 1st        | 2019年6月26日 | 心の花が咲き終わる前に | CHFW-009 | CHFW-010 | 191位           |

### キャラクターソング
| 発売日   | 商品名                                                                                         | 歌 | 楽曲 | 備考                                                        |
| 2014年   | 2014年                                                                                         | 2014年 | 2014年 | 2014年                                                      |
| -------- | ---------------------------------------------------------------------------------------------- | --- | --- | ----------------------------------------------------------- |
| 7月23日  | 精霊剣舞祭                                                                                     | にーそっくすす | 「精霊剣舞祭」 | テレビアニメ『精霊使いの剣舞』エンディングテーマ            |
| 7月23日  | 精霊剣舞祭                                                                                     | にーそっくすす | 「KN33S0XXX」 | テレビアニメ『精霊使いの剣舞』関連曲                        |
| 7月23日  | 祝祭のエレメンタリア                                                                           | にーそっくすす | 「祝祭のエレメンタリア」 | テレビアニメ『精霊使いの剣舞』イメージソング                |
| 10月8日  | 精霊使いの剣舞 BD・DVD第1巻特典CD                                                              | にーそっくすす | 「刻印讃歌」 | テレビアニメ『精霊使いの剣舞』関連曲                        |
| 2015年   |                                                                                                | | |                                                             |
| 1月7日   | 精霊使いの剣舞 BD・DVD第4巻特典CD                                                              | リンスレット・ローレンフロスト（優木かな） | 「Freezing Elegance」 「Holy Domain」 | テレビアニメ『精霊使いの剣舞』関連曲                        |
| 1月21日  | 愛・天地無用！ BD・DVD第1巻特典CD                                                              | ハチ子（優木かな）、沙流葉七（M・A・O）、笛山塔里（深田愛衣） | 「キミのままで！」 | テレビアニメ『愛・天地無用！』エンディングテーマ            |
| 3月4日   | 精霊使いの剣舞 BD・DVD第6巻特典CD                                                              | にーそっくすす | 「Holy Domain」 | テレビアニメ『精霊使いの剣舞』関連曲                        |
| 3月18日  | 愛・天地無用！ BD・DVD第3巻特典CD                                                              | 川流もも（東山奈央）、ハチ子（優木かな）、沙流葉七（M・A・O）、笛山塔里（深田愛衣） | 「Best Party」 | テレビアニメ『愛・天地無用！』エンディングテーマ            |
| 4月15日  | ツブ★ドル ドラマCD 〜紹介します？舞台裏！〜 主題歌もできたし全国デビューしちゃうよ盤           | ツブ★ドル | 「ツブ★ドル」 | OVA『ツブ★ドル』主題歌                                      |
| 4月15日  | ツブ★ドル ドラマCD 〜紹介します？舞台裏！〜 とらのあな限定特典CD                               | 弥栄はな（洲崎綾）、小田相かりん（大空直美）、光ヶ丘ゆい（佐倉綾音）、作ノ口めぐみ（豊田萌絵）、田名みずき（優木かな）、藤野ちえ（杉田菜摘） | 「ツブ★ドル」 | OVA『ツブ★ドル』関連曲                                      |
| 2017年   |                                                                                                | | |                                                             |
| 8月23日  | シノビナイトメア                                                                               | シノビナイトメア | 「儚くも美しく」 | ゲーム『シノビナイトメア』主題歌                            |
| 8月23日  | シノビナイトメア                                                                               | シノビナイトメア | 「シノビフェニックス」 | ゲーム『シノビナイトメア』関連曲                            |
| 8月23日  | シノビナイトメア                                                                               | ユリ（優木かな） | 「Pureness Lily」 | ゲーム『シノビナイトメア』関連曲                            |
| 2018年   |                                                                                                | | |                                                             |
| 1月17日  | ウマ娘 プリティーダービー STARTING GATE 07                                                     | スーパークリーク（優木かな） | 「ふんわりSlowly」 | ゲーム『ウマ娘 プリティーダービー』関連曲                   |
| 1月17日  | ウマ娘 プリティーダービー STARTING GATE 07                                                     | スーパークリーク（優木かな）、マチカネフクキタル（新田ひより）、ハルウララ（首藤志奈） | 「PRESENT MARCH♪」 「うまぴょい伝説」 | ゲーム『ウマ娘 プリティーダービー』関連曲                   |
| 3月7日   | 永遠にシンデレラメイト                                                                         | ツブ★ドル | 「永遠にシンデレラメイト」 | OVA『ツブ★ドル』関連曲                                      |
| 7月25日  | ウマ娘 プリティーダービー ANIMATION DERBY 03 Special Record!/Find My Only Way                  | スペシャルウィーク（和氣あず未）、サイレンススズカ（高野麻里佳）、トウカイテイオー（Machico）、ウオッカ（大橋彩香）、ダイワスカーレット（木村千咲）、ゴールドシップ（上田瞳）、メジロマックイーン（大西沙織）、エルコンドルパサー（高橋未奈美）、グラスワンダー（前田玲奈）、セイウンスカイ（鬼頭明里）、キングヘイロー（佐伯伊織）、ハルウララ（首藤志奈）、シンボリルドルフ（田所あずさ）、タイキシャトル（大坪由佳）、エアグルーヴ（青木瑠璃子）、ヒシアマゾン（巽悠衣子）、フジキセキ（松井恵理子）、マルゼンスキー（Lynn）、テイエムオペラオー（徳井青空）、ビワハヤヒデ（近藤唯）、ナリタブライアン（相坂優歌）、オグリキャップ（高柳知葉）、スーパークリーク（優木かな）、タマモクロス（大空直美）、イナリワン（井上遥乃）、ウイニングチケット（渡部優衣）、メジロライアン（土師亜文）、メジロドーベル（久保田ひかり）、ナイスネイチャ（前田佳織里）、エイシンフラッシュ（藤野彩水）、マチカネフクキタル（新田ひより）、メイショウドトウ（和多田美咲） | 「うまぴょい伝説」 | テレビアニメ『ウマ娘 プリティーダービー』エンディングテーマ |
| 8月22日  | FLY two BLUE                                                                                   | 大空遥（優木かな）、比嘉かなた（宮下早紀） | 「FLY two BLUE」 | テレビアニメ『はるかなレシーブ』オープニングテーマ          |
| 8月22日  | Wish me luck!!!!                                                                               | 大空遥（優木かな）、比嘉かなた（宮下早紀）、トーマス・紅愛（種﨑敦美）、トーマス・恵美理（末柄里恵） | 「Wish me luck!!!!」 | テレビアニメ『はるかなレシーブ』エンディングテーマ          |
| 9月26日  | はるかなレシーブ BD・DVD第1巻特典CD                                                            | 大空遥（優木かな） | 「JUMPING NOW!!!!」 「FLY two BLUE」 | テレビアニメ『はるかなレシーブ』関連曲                      |
| 10月3日  | SHOW TIME                                                                                      | CASQUETTE'S | 「SHOW TIME」 「マスカレード・ナイト」 | ゲーム『Tokyo 7th シスターズ』関連曲                        |
| 11月28日 | はるかなレシーブ BD・DVD第3巻特典CD                                                            | 大空遥（優木かな） | 「Wish me luck!!!!」 | テレビアニメ『はるかなレシーブ』関連曲                      |
| 2019年   |                                                                                                | | |                                                             |
| 2月27日  | はるかなレシーブ BD・DVD第6巻特典CD                                                            | 大空遥（優木かな）、比嘉かなた（宮下早紀）、トーマス・紅愛（種﨑敦美）、トーマス・恵美理（末柄里恵）、大城あかり（木村千咲） | 「ツナガル」 | テレビアニメ『はるかなレシーブ』関連曲                      |
| 12月4日  | マイ・グラデイション/SCARLET                                                                   | CASQUETTE'S | 「SCARLET」 | ゲーム『Tokyo 7th シスターズ』関連曲                        |
| 2021年   |                                                                                                | | |                                                             |
| 3月17日  | ウマ娘 プリティーダービー WINNING LIVE 01                                                      | スペシャルウィーク（和氣あず未）、サイレンススズカ（高野麻里佳）、トウカイテイオー（Machico）、マルゼンスキー（Lynn）、オグリキャップ（高柳知葉）、ゴールドシップ（上田瞳）、ウオッカ（大橋彩香）、ダイワスカーレット（木村千咲）、タイキシャトル（大坪由佳）、グラスワンダー（前田玲奈）、メジロマックイーン（大西沙織）、エルコンドルパサー（髙橋ミナミ）、シンボリルドルフ（田所あずさ）、エアグルーヴ（青木瑠璃子）、マヤノトップガン（星谷美緒）、メジロライアン（土師亜文）、ライスシャワー（石見舞菜香）、アグネスタキオン（上坂すみれ）、ウイニングチケット（渡部優衣）、サクラバクシンオー（三澤紗千香）、スーパークリーク（優木かな）、ハルウララ（首藤志奈）、マチカネフクキタル（新田ひより）、ナイスネイチャ（前田佳織里）、キングヘイロー（佐伯伊織） | 「GIRLS' LEGEND U」 | ゲーム『ウマ娘 プリティーダービー』オープニングテーマ       |
| 3月17日  | ウマ娘 プリティーダービー WINNING LIVE 01                                                      | スペシャルウィーク（和氣あず未）、サイレンススズカ（高野麻里佳）、トウカイテイオー（Machico）、マルゼンスキー（Lynn）、オグリキャップ（高柳知葉）、ゴールドシップ（上田瞳）、ウオッカ（大橋彩香）、ダイワスカーレット（木村千咲）、タイキシャトル（大坪由佳）、グラスワンダー（前田玲奈）、メジロマックイーン（大西沙織）、エルコンドルパサー（髙橋ミナミ）、シンボリルドルフ（田所あずさ）、エアグルーヴ（青木瑠璃子）、マヤノトップガン（星谷美緒）、メジロライアン（土師亜文）、ライスシャワー（石見舞菜香）、アグネスタキオン（上坂すみれ）、ウイニングチケット（渡部優衣）、サクラバクシンオー（三澤紗千香）、スーパークリーク（優木かな）、ハルウララ（首藤志奈）、マチカネフクキタル（新田ひより）、ナイスネイチャ（前田佳織里）、キングヘイロー（佐伯伊織） | 「うまぴょい伝説」 | ゲーム『ウマ娘 プリティーダービー』関連曲                   |
| 3月17日  | ウマ娘 プリティーダービー WINNING LIVE 01                                                      | グラスワンダー（前田玲奈）、メジロマックイーン（大西沙織）、テイエムオペラオー（徳井青空）、ライスシャワー（石見舞菜香）、スーパークリーク（優木かな）、ゼンノロブロイ（照井春佳） | 「NEXT FRONTIER」 | ゲーム『ウマ娘 プリティーダービー』関連曲                   |
| 8月28日  | 3rd EVENT WINNING DREAM STAGE Solo Vocal Tracks Vol.1                                          | スーパークリーク（優木かな） | 「NEXT FRONTIER（Game Size）」 | ゲーム『ウマ娘 プリティーダービー』関連曲                   |
| 2022年   |                                                                                                | | |                                                             |
| 3月16日  | ウマ娘 プリティーダービー WINNING LIVE 04                                                      | オグリキャップ（高柳知葉）、スーパークリーク（優木かな）、サクラチヨノオー（野口瑠璃子）、メジロアルダン（会沢紗弥）、ヤエノムテキ（日原あゆみ） | 「winning the soul」 | ゲーム『ウマ娘 プリティーダービー』関連曲                   |
| 3月16日  | ウマ娘 プリティーダービー WINNING LIVE 04                                                      | マルゼンスキー（Lynn）、オグリキャップ（高柳知葉）、メジロマックイーン（大西沙織）、ナリタブライアン（衣川里佳）、シンボリルドルフ（田所あずさ）、タマモクロス（大空直美）、マンハッタンカフェ（小倉唯）、エイシンフラッシュ（藤野彩水）、スーパークリーク（優木かな）、ナイスネイチャ（前田佳織里）、マチカネタンホイザ（遠野ひかる）、イクノディクタス（田澤茉純）、ツインターボ（花井美春）、サトノダイヤモンド（立花日菜）、キタサンブラック（矢野妃菜喜）、サクラチヨノオー（野口瑠璃子）、メジロアルダン（会沢紗弥）、ヤエノムテキ（日原あゆみ） | 「うまぴょい伝説」 | ゲーム『ウマ娘 プリティーダービー』関連曲                   |
| 5月24日  | HOLY QUEEN                                                                                     | CASQUETTE'S | 「HOLY QUEEN」 | ゲーム『Tokyo 7th シスターズ』関連曲                        |
| 10月4日  | ウマ娘 プリティーダービー Solo Vocal Tracks Vol.5 －4th EVENT SPECIAL DREAMERS!! EXTRA STAGE－ | スーパークリーク（優木かな） | 「We are DREAMERS!!（Game Size）」 | ゲーム『ウマ娘 プリティーダービー』関連曲                   |
| 10月5日  | Extreme Hearts キャラクターソングアルバム「BEST 4 U」                                          | 葉山陽和（野口瑠璃子）、小鷹咲希（岡咲美保）、前原純華（優木かな） | 「明日へのBreakShoot」 | テレビアニメ『Extreme Hearts』挿入歌                        |
| 10月5日  | Extreme Hearts キャラクターソングアルバム「BEST 4 U」                                          | RISE | 「Rise up Dream」 | テレビアニメ『Extreme Hearts』挿入歌                        |
| 10月5日  | Extreme Hearts キャラクターソングアルバム「BEST 4 U」                                          | 葉山陽和（野口瑠璃子）、小鷹咲希（岡咲美保）、前原純華（優木かな）、橘雪乃（福原綾香）、小日向理瀬（小澤亜李）、ミシェル・イェーガー（市ノ瀬加那）、アシュリー・ヴァンクロフト（瀬戸麻沙美） | 「無限大の魔法」 | テレビアニメ『Extreme Hearts』挿入歌                        |
| 10月5日  | Extreme Hearts キャラクターソングアルバム「BEST 4 U」                                          | RISE | 「大好きだよって叫ぶんだ」 「Happy☆Shiny Stories」 「全力Challenger」                                                                       | テレビアニメ『Extreme Hearts』挿入歌                        |
| 10月5日  | Extreme Hearts キャラクターソングアルバム「BEST 4 U」                                          | RISE | 「SUNRISE（ver.RISE）」 | テレビアニメ『Extreme Hearts』エンディングテーマ            |
| 10月5日  | Extreme Hearts キャラクターソング ソロバージョン                                               | 前原純華（優木かな） | 「明日へのBreakShoot」 「Rise up Dream」 「大好きだよって叫ぶんだ」 「無限大の魔法」 「Happy☆Shiny Stories」 「全力Challenger」 「SUNRISE」 | テレビアニメ『Extreme Hearts』関連曲                        |
| 2024年   |                                                                                                | | |                                                             |
| 2月14日  | Extreme Hearts ソング&ストーリーアルバム「Start Sign」                                         | RISE | 「Start Sign」 | テレビアニメ『Extreme Hearts』関連曲                        |
| 3月6日   | Start Sign ソロバージョン                                                                      | 前原純華（優木かな） | 「Start Sign」 | テレビアニメ『Extreme Hearts』関連曲                        |

### その他参加作品
| 発売日 | 商品名 | 歌       | 楽曲           | 備考                 |
| ------ | ------ | -------- | -------------- | -------------------- |
| 2015年 | -      | 優木かな | 「トポロジー」 | あにそんボーカル関連 |